# Gianni Bellini
Gianni Bellini, né le 7 février 1992 à Florence, est un coureur cycliste italien.

## Palmarès
- 2012
  - Grand Prix de l'industrie et du commerce de Stabbiese
  - Gran Premio San Gottardo
  - 3e de la Coppa del Grano
  - 3e de Parme-La Spezia
- 2013
  - Mémorial Gigi Pezzoni
  - Grand Prix Sportivi Chiassa Superiore
  - 2e du Gran Premio Sportivi Poggio alla Cavalla
  - 3e de la Coppa Quagliotti